# Theodor Zeise
Theodor Zeise, né le 6 avril 1826 à Altona et mort le 22 février 1890 au même endroit, était un industriel allemand.

## Biographie
Membre de la famille Zeise, Theodor Zeise est le fils du fabricant Heinrich Zeise et de son épouse Julie, née Cordts. Il avait deux sœurs et deux frères, dont le poète Heinrich Zeise.
De Pâques 1834 à Pâques 1842, Zeise étudie à l’école privée Altona de Michael Andresen. Il a ensuite suivi un apprentissage de quatre ans en génie mécanique chez Schweffel & Howaldt à Kiel. À l’automne 1846, il commença à étudier à l’École polytechnique de Hanovre. En 1848, il se porte volontaire pour l’armée du Schleswig-Holstein. L’année suivante, il a été autorisé à aider à construire la canonnière Von der Tann chez Schweffel & Howaldt. De plus, il a coproduit des cuisines de campagne commandées par son père.
En 1850, Zeise retourna dans l’armée et combattit à la bataille d'Idstedt. À la fin de 1850, il démissionna de l’armée et retourna brièvement chez Schweffel & Howaldt. Il vécut ensuite à Magdebourg pendant quelques mois et travailla à partir de la mi-mai 1851 pour l’institut de génie mécanique et la fonderie de fer J. C. Freund & Co. à Berlin. Il y dirige l’assemblage de machines en Saxe, en Hongrie et en Silésie.
En 1853, Zeise se rendit à Altona et y travailla à partir de la mi-mars en tant que directeur d’usine de la fonderie et de la société de génie mécanique E. Burger. Il poursuit l’objectif de fonder sa propre entreprise, objectif pour lequel il se prépare pendant plusieurs années en plus de son métier principal avec le mécanicien Gustav Lange. Ainsi, en 1865, l’usine « Lange & Zeise » a été construite. Elle produisait principalement des machines à vapeur transportables, mais aussi des machines plus grandes, installées en fixe. Les clients étaient, par exemple, les sucreries.
En 1865, « Lange & Zeise » a eu sa propre fonderie de fer. En 1868, Zeise prend la direction exclusive de la fonderie. C’est ainsi qu’est née la société Theodor Zeise. Zeise se concentra sur les produits moulés, qui étaient utilisés en particulier dans la construction navale, principalement de grandes hélices pesant jusqu’à 11 tonnes. En 1885, il prit son fils Alfred dans l’entreprise en tant qu’ingénieur. Son fils a inventé l’année suivante l’« hélice Zeise », qui offrait une plus grande valeur d’utilité et entraînait une augmentation de la production.
Zeise était considéré comme un bon technicien et homme d’affaires. Il travaillait avec diligence, prenait des risques et était un superviseur populaire qui participait à la vie publique. Dans ses temps libres, il a créé des peintures à l'huile et au pastel et des poèmes lyriques.